# Ahmed Khan
Ahmed Mohammed Khan (Bangalore, 24 de diciembre de 1926-ibídem, 27 de agosto de 2017) fue un futbolista indio que jugaba en la demarcación de delantero para el East Bengal.

## Selección nacional
Hizo su debut con la selección de fútbol de la India el 31 de julio de 1948 en un partido de los Juegos Olímpicos de Londres 1948 contra Francia que finalizó con un resultado de 2-1 a favor del combinado francés tras los goles de René Courbin y René Persillon por parte de Francia, y de Sarangapani Raman por parte de la India. También disputó cuatro años después los Juegos Olímpicos de Helsinki 1952, donde jugó el único partido que la selección india disputó en el torneo, contra Yugoslavia, cayendo derrotado por 1-10 y anotando Khan el único gol para la India. Además participó en los Juegos Asiáticos de 1951 «donde ganó la medalla de oro tras ganar a Irán en la final» y en los Juegos Asiáticos de 1954.

### Participaciones internacionales
| Juegos Olímpicos         | Sede        | Resultado        | Partidos | Goles |
| ------------------------ | ----------- | ---------------- | -------- | ----- |
| Juegos Olímpicos de 1948 | Reino Unido | Octavos de final | 1        | 0     |
| Juegos Olímpicos de 1952 | Finlandia   | Ronda preliminar | 1        | 1     |
| Juegos Asiáticos         | Sede        | Resultado        | Partidos | Goles |
| Juegos Asiáticos de 1951 | India       | Campeón          | 2        | 0     |
| Juegos Asiáticos de 1954 | Filipinas   | Fase de grupos   | 1        | 0     |

### Partidos internacionales
| # | Fecha                   | Estadio                                         | Oponente   | Resultado | Gol  | Competición                       |
| - | ----------------------- | ----------------------------------------------- | ---------- | --------- | ---- | --------------------------------- |
| 1 | 31 de julio de 1948     | Cricklefield Stadium, Londres, Inglaterra       | Francia    | 2-1       |      | Juegos Olímpicos de Londres 1948  |
| 2 | 7 de marzo de 1951      | Dhyan Chand National Stadium, Nueva Deli, India | Afganistán | 3-0       |      | Juegos Asiáticos de 1951          |
| 3 | 10 de marzo de 1951     | Dhyan Chand National Stadium, Nueva Deli, India | Irán       | 0-1       |      | Juegos Asiáticos de 1951          |
| 4 | 15 de julio de 1952     | Töölön Pallokenttä, Helsinki, Finlandia         | Yugoslavia | 1-10      | 1-10 | Juegos Olímpicos de Helsinki 1952 |
| 5 | 27 de octubre de 1953   | Estadio Bogyoke Aung San, Rangún, Birmania      | Sri Lanka  | 2-0       | 2-0  | Copa Colombo 1953                 |
| 6 | 31 de octubre de 1953   | Estadio Bogyoke Aung San, Rangún, Birmania      | Birmania   | 2-4       | 2-4  | Copa Colombo 1953                 |
| 7 | 3 de mayo de 1954       | Estadio Conmemorativo Rizal, Manila, Filipinas  | Japón      | 2-3       |      | Juegos Asiáticos de 1954          |
| 8 | 2 de septiembre de 1955 | Estadio Republicano, Ereván, Armenia            | Armenia    | 2-2       |      | Amistoso                          |

## Clubes
| Club        | País  | Año         | Partidos | Goles |
| ----------- | ----- | ----------- | -------- | ----- |
| East Bengal | India | 1949 - 1960 |          | 35    |

## Palmarés

### Campeonatos nacionales
| Título      | Club        | País  | Año  |
| ----------- | ----------- | ----- | ---- |
| Copa Durand | East Bengal | India | 1951 |
| Copa Durand | East Bengal | India | 1952 |
| Copa Durand | East Bengal | India | 1956 |
| Copa Durand | East Bengal | India | 1960 |

### Campeonatos internacionales
| Título           | Club               | País  | Año  |
| ---------------- | ------------------ | ----- | ---- |
| Juegos Asiáticos | Selección de India | India | 1951 |